# BRKsEDU
Eduardo Pugliese Benvenuti (São Paulo, 25 de setembro de 1985), mais conhecido como BRKsEDU, é um youtuber brasileiro.

## Biografia
Eduardo estudou Engenharia Civil na Universidade de São Paulo (USP) e trabalhou como analista no setor financeiro. Começou a publicar vídeos de Call of Duty em novembro de 2010, por diversão. Ele explicou a origem do seu nome: "BRKs é o nome do clã do qual faço parte para jogar on-line, e o restante é meu nome mesmo, simples assim". Trabalhou com commodities agrícolas, até se mudar para o Canadá em 2012 para estudar marketing. Ele resumiu sua rotina na época: "Acordo, vou para a faculdade, faço o que tenho que fazer e depois vou gravar vídeos. Não tenho uma rotina fixa, gravo o que me dá vontade naquele dia".
Edu, então, passou a morar no Canadá sob um programa oferecido pela imigração para recém-formados. Permaneceu como residente temporário por um período até ele e sua esposa se tornarem cidadãos canadenses.
Em 2015, foi cercado por uma multidão de fãs na Brasil Game Show. Em julho de 2016, foi apontado pelo UOL como o sexto maior youtuber de jogos do Brasil. No mesmo ano, foi capitão da equipe brasileira na Copa do Mundo de Overwatch. Em 2017, fazia séries de gameplays sobre jogos como Resident Evil 7: Biohazard, Overwatch e The Legend of Zelda: Breath of the Wild, ocasionalmente gravando vídeos em formato de vlog, respondendo perguntas de inscritos ou falando sobre sua vida. Em 2019, ele publicou o documentário Pilotando Um Sonho, onde "persegue e realiza o seu sonho de oficialmente tornar-se um piloto profissional de carteira".
O youtuber VenomExtreme tem BRKsEDU como inspiração, chamando-o de "pioneiro" em vídeos de dicas sobre Minecraft. BRKsEDU foi transformado em um personagem do jogo Humankind em 2021. No mesmo ano, ele participou da dublagem do jogo Dandy Ace.

## Vida pessoal
Desde 2012, Eduardo é casado com sua esposa Natally Ribeiro, apelidada de "Pequena Sapeca", e tem uma filha, apelidada de "Baby Sapeca", nascida em 2017.

## Prêmios e indicações
| Ano  | Prêmio                | Categoria                              | Resultado | Ref.   |
| ---- | --------------------- | -------------------------------------- | --------- | ------ |
| 2017 | Melhores do Ano Voxel | Melhor Influenciador Brasileiro        | Venceu    | [ 20 ] |
| 2020 | Prêmio F5             | Maior Influenciador                    | Indicado  | [ 21 ] |
| 2021 | Prêmio Cubo de Ouro   | Canal, Programa ou Podcast Geek do Ano | Indicado  | [ 22 ] |
| 2021 | Prêmio iBest          | Gamer do Ano                           | Indicado  | [ 23 ] |